# Hypericum yezoense
Hypericum yezoense är en johannesörtsväxtart som beskrevs av Carl Maximowicz.
Hypericum yezoense ingår i släktet johannesörter och familjen johannesörtsväxter. Utöver nominatformen finns också underarten Hypericum yezoense momosaneum.